# Elizabeta de Vermandois
Elizabeta de Vermandois (također Izabela) bila je francuska plemkinja, kći grofa Huga i grofice Adelajde te članica kuće Capet. Preko oca, Elizabeta je bila unuka kralja Henrika I. Francuskog. Elizabeta je postala poznata po svojim brakovima i možda po grbu.
Prvi suprug gospe Elizabete bio je Robert de Beaumont, 1. grof Leicestera, a drugi Vilim de Warenne, 2. grof Surreya. Robert se oženio Elizabetom unatoč tomu što je Crkva bila protiv braka. U travnju 1096. godine, Elizabetin je otac uvjerio papu Urbana da odobri brak te se Elizabeta udala za utjecajnog Roberta, koji je postao grof 1107. Robert i Elizabeta dobili su Roberta, Walerana, Huga, Emu, Adelinu, Aubree, Matildu i Izabelu; sinovi su postali grofovi, a Izabela priležnica kralja Henrika I. Engleskog.
Kao udovica, Elizabeta se udala za grofa Vilima de Warennea, kojem je rodila nasljednika Vilima, 3. grofa Surreya; potom, Rudolfa; zatim Renauda, Gundradu i Adu de Warenne.